# Église Saint-Pierre de Bazoches-sur-Vesles

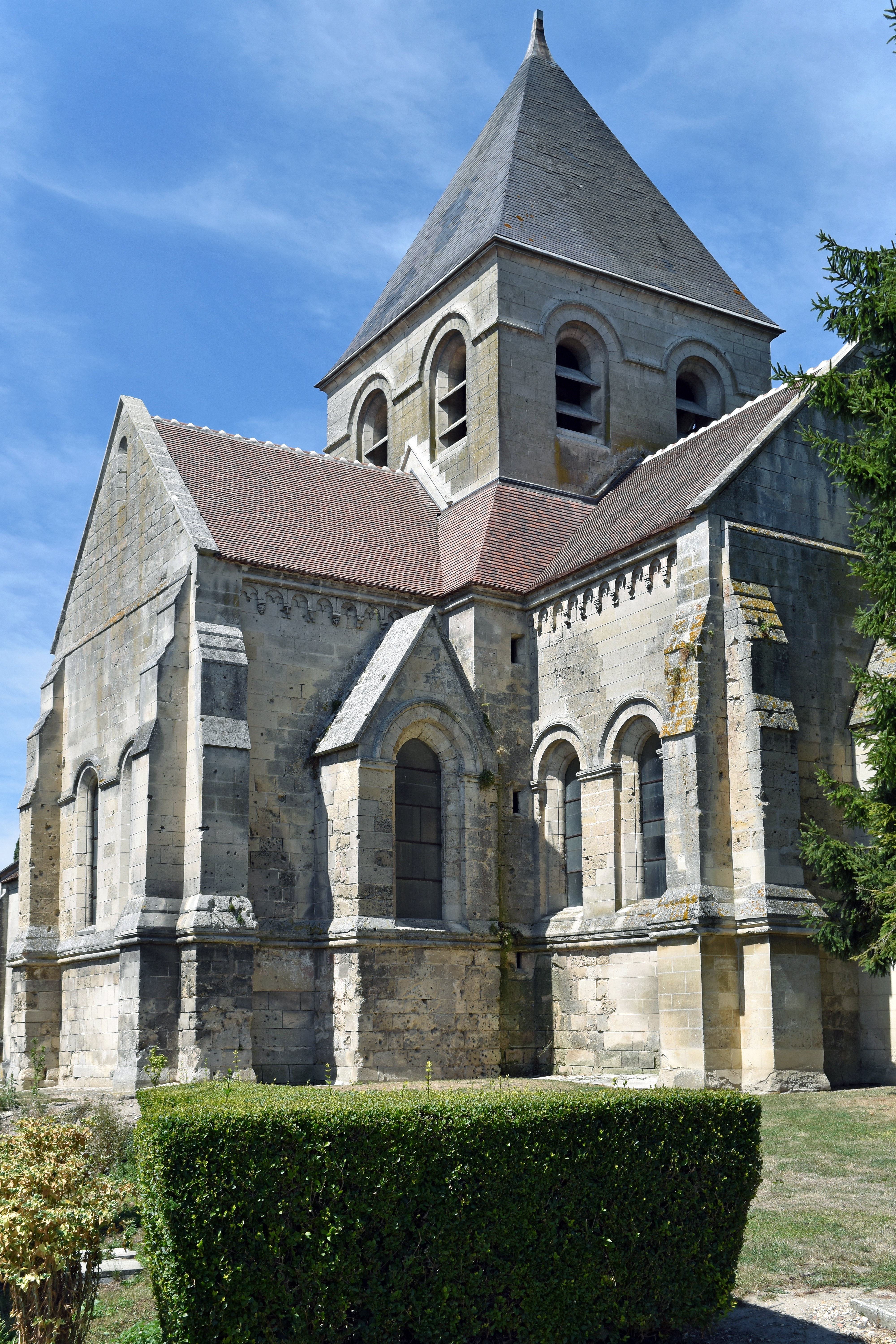
Le chevet et un transept de l'église.

L'église Saint-Pierre est une église située à Bazoches-et-Saint-Thibaut dans la commune déléguée de Bazoches-sur-Vesles, en France.

## Localisation
L'église est située sur la commune de Bazoches-et-Saint-Thibaut, dans la commune déléguée de Bazoches-sur-Vesles, dans le département de l'Aisne.

## Historique
L'église a été bâtie au XIIe siècle et au commencement du XIIIe siècle. Le chœur à chevet plat et le transept ont été construits en même temps, vers le troisième quart du XIIe siècle. Les bas-côtés s'ouvrant sur la nef par des arcades brisées s'appuyant sur des piliers cantonnés de colonnes datent du XIIIe siècle.
Le portail occidental cintré date du XVIIe siècle comme le montre un des piédroits portant la date de 1660. Les piliers nord de la nef sont remplacés par des massifs rectangulaires à la même époque.
Avant la Révolution, la paroisse relève du diocèse de Soissons et forme le chef-lieu d'un doyenné de l'archidiaconé de Tardenois. Son collateur et décimateur est le prieuré bénédictin voisin de Saint-Thibaut.
En 1791 et 1792, l'église accueille les assemblées du nouveau district de Bazoches.
En août 1918, pendant le repli de l'armée allemande, l'église est très endommagé (murs et voûtes effondrés), et le village est ruiné. La restauration de l'église est dirigée par Lucien Sallez (1868-1963), architecte en chef des Monuments historiques,, et exécutée sur place sous la conduite de Robert Chaleil, architecte de la coopérative diocésaine de reconstruction des églises. Les bas-côtés sont restaurés en 1921-1929, la nef en 1928-1929, le chœur en 1929 et le transept entre 1921 et 1932.

## Protection
Le monument est classé au titre des monuments historiques le 10 décembre 1919,.

## Description

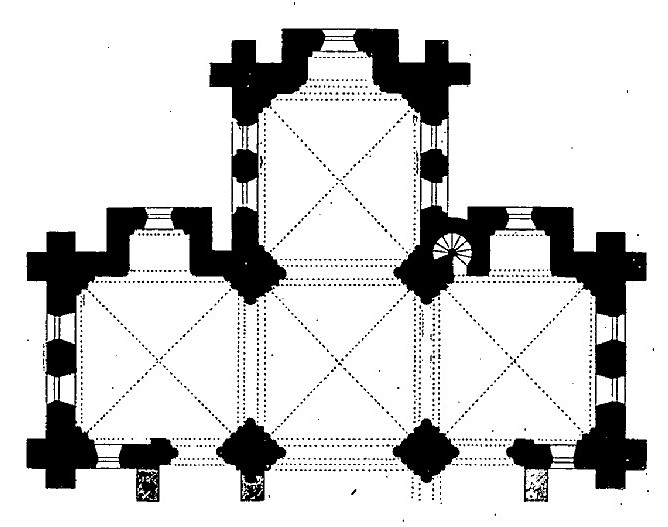
Plan du transept et du chœur
Congrès archéologique de France à Reims, 1911.

C'est une église a un plan en forme de croix latine avec un sanctuaire carré terminé par une abside ou édicule carrée.
Le transept est voûté par trois croisées d'ogives dont les trois tores accouplés retombent sur des piles d'angle flanquées de colonnettes. Les bras du transept sont éclairés par des fenêtres et plein cintre. Dans le chœur carré, la voûte d'ogives est identique à celles du transept.
- Longueur, y compris l'abside : 28,20 m
- Largeur au transept : 18,65 m
- Largeur de la nef, y compris les collatéraux : 13,15 m